# Sortkrage
Sortkrage (Corvus corone) er en stor spurvefugl, der dels er udbredt i Vesteuropa og dels i Asien, adskilt af udbredelsesområdet for den nære slægtning gråkragen. Arten er næsten altædende og lever f.eks. af smådyr som orme og insekter samt større dyr som ådsler og fugleunger. Den er ligesom mange andre kragefugle meget social og kan færdes i store flokke uden for yngletiden samt overnatte i fællesskab.

## Kendetegn
Sortkragen er helt sort, i solskin svagt glinsende.

### Forveksling
Sortkrage ligner råge, men adulte råger har et nøgent, lyst parti ved næbroden. Unge råger mangler dette lyse parti indtil vinterens slutning, men da kan sortkragen kendes på, at overnæbbet er krumt og på at næbbet ikke er så slankt som rågens. Desuden er issen fladere, mens der ofte er antydningen af en top hos rågen.
Fra den betydeligt større ravn kendes sortkragen på en anden hovedprofil på grund af det mindre kraftige næb. Desuden er halen lige afskåret, mens den er kileformet hos ravnen.

## Udbredelse
Arten yngler i to adskilte områder, nemlig både det vestlige og centrale Europa (underarten corone) og i det østlige Asien, hvor bestanden henregnes til underarten orientalis, men denne er muligvis en selvstændig art.
I Danmark er sortkragen almindelig i Sønderjylland og på øerne syd for Fyn og Sjælland. Den kan ses i resten af landet, men desto sjældnere jo længere man kommer mod nord. I 2000 blev bestanden anslået til 2.500-5.000 ynglepar.

## Gråkrage
Sortkrage er nært beslægtet med gråkrage og tidligere betragtede man dem som værende to underarter af samme art, men nyere undersøgelser påviser, at de to underarter er så forskellige, at de bør opfattes som hver deres art. I de områder hvor de to former overlapper, hybridiserer de og danner mellemformer, hvilket har bidraget til forvirringen, om de skulle betragtes som arter eller underarter.